# Château du Jarrousset
Le château du Jarrousset est un château situé en France sur la commune de La Chapelle-d'Alagnon, en région Auvergne-Rhône-Alpes.

## Historique
Le château s'organise autour d'un donjon carré médiéval (angle sud-ouest), prolongé au XVIe siècle par un corps de logis flanqué de tours. Au XVIIe siècle, une aile en L vient compléter l'ensemble, fermant la cour d'honneur. Des remaniements datent aussi de cette époque, notamment des baies et une porte gothique aux armes de la famille Sauret.

### Protection
Le château est inscrit au titre des monuments historiques par arrêté du 5 mars 1992.

## Description
Le donjon possède un chemin de ronde sur mâchicoulis. Des éléments gothiques et Renaissance, dont des chambranles moulurés, subsistent. La chapelle présente un plafond peint à caissons représentant Dieu le Père et les Évangélistes, avec des décors champêtres sur les murs.